# サイキ道
『サイキ道』（サイキどう、SAIKI-DO）は、テレビ朝日で、2018年4月9日から2020年3月23日まで、隔週月曜日の3:00  - 3:30（日曜日深夜）に放送された深夜番組。

## 概要
テレビ朝日が現在や過去に実施していた名作コンテンツ（テレビ番組、イベント、映画、テレ朝動画等）を発掘し再起動するほか、次世代の才気をも紹介する、テレビ朝日のコンテンツ発掘番組。
例として、『まいっちんぐマチコ先生』を再びテレビアニメ化する為、アニメーション製作を専門学校東京ネットウエイブの学生に協力してもらう。

## 出演者
- 司会 - 電脳少女シロ（バーチャルアイドル志望のバーチャルYouTuber/絵師/ゲーム実況者）[1][3]
- リポーター - 山下まみ[1]、中村真凜[4][5]、北上双葉[6][7]、渡邉ひかる[8]

## 放送時間
| 放送期間                     | 放送時間             | 放送局                                      | 対象地域   | 備考   |
| ---------------------------- | -------------------- | ------------------------------------------- | ---------- | ------ |
| 2018年4月9日 - 2020年3月23日 | 隔週月曜 3:00 - 3:30 | テレビ朝日（EX）                            | 関東広域圏 | 制作局 |
| 2018年5月4日 -               | 不定期               | テレ朝チャンネル1ドラマ・バラエティ・アニメ | 全国       |        |

## 関連番組
- 超人女子戦士 ガリベンガーV - 同じくテレビ朝日で放送されている電脳少女シロが出演する番組。
- のばん組（BS日テレ） - バーチャルYouTuberのキズナアイがレギュラー出演する同時期開始の冠番組。
- 一夜づけ（テレビ東京） - 日によっては過去の名作を発掘しつつ、番組宣伝映像を挟む、当番組の構成の先駆けのような深夜番組。
- Hulu傑作シアター（日本テレビ）